# Sven Herner

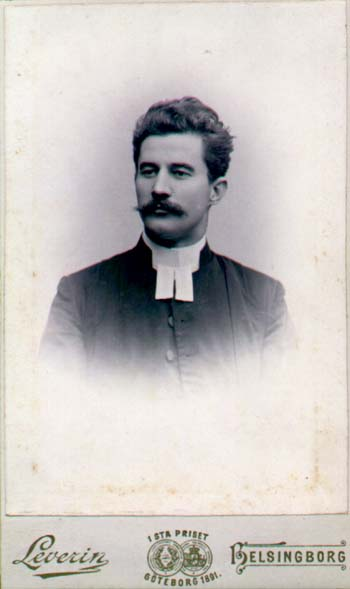
Sven Herner som ung.

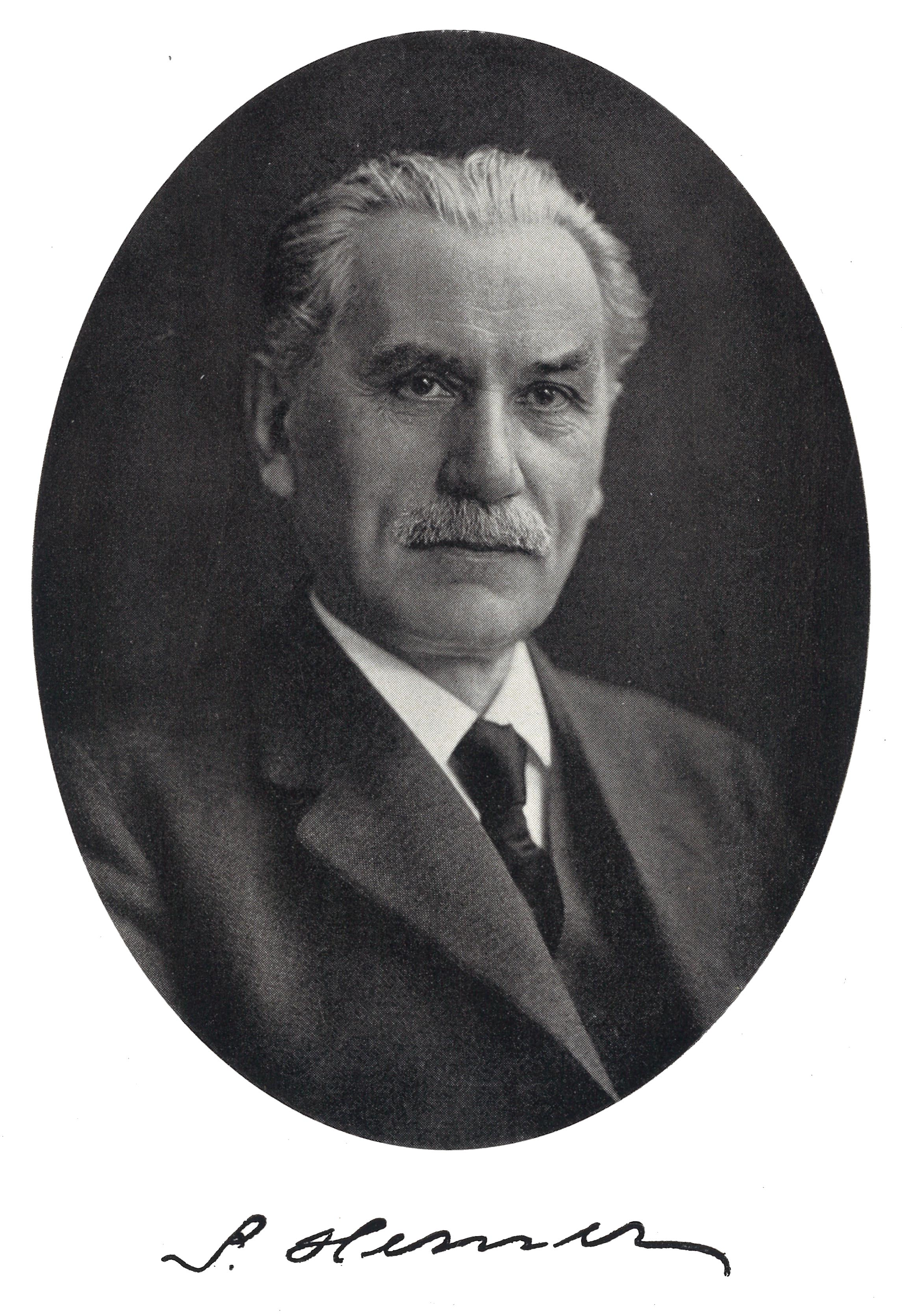
Sven Herner omkring 1930.

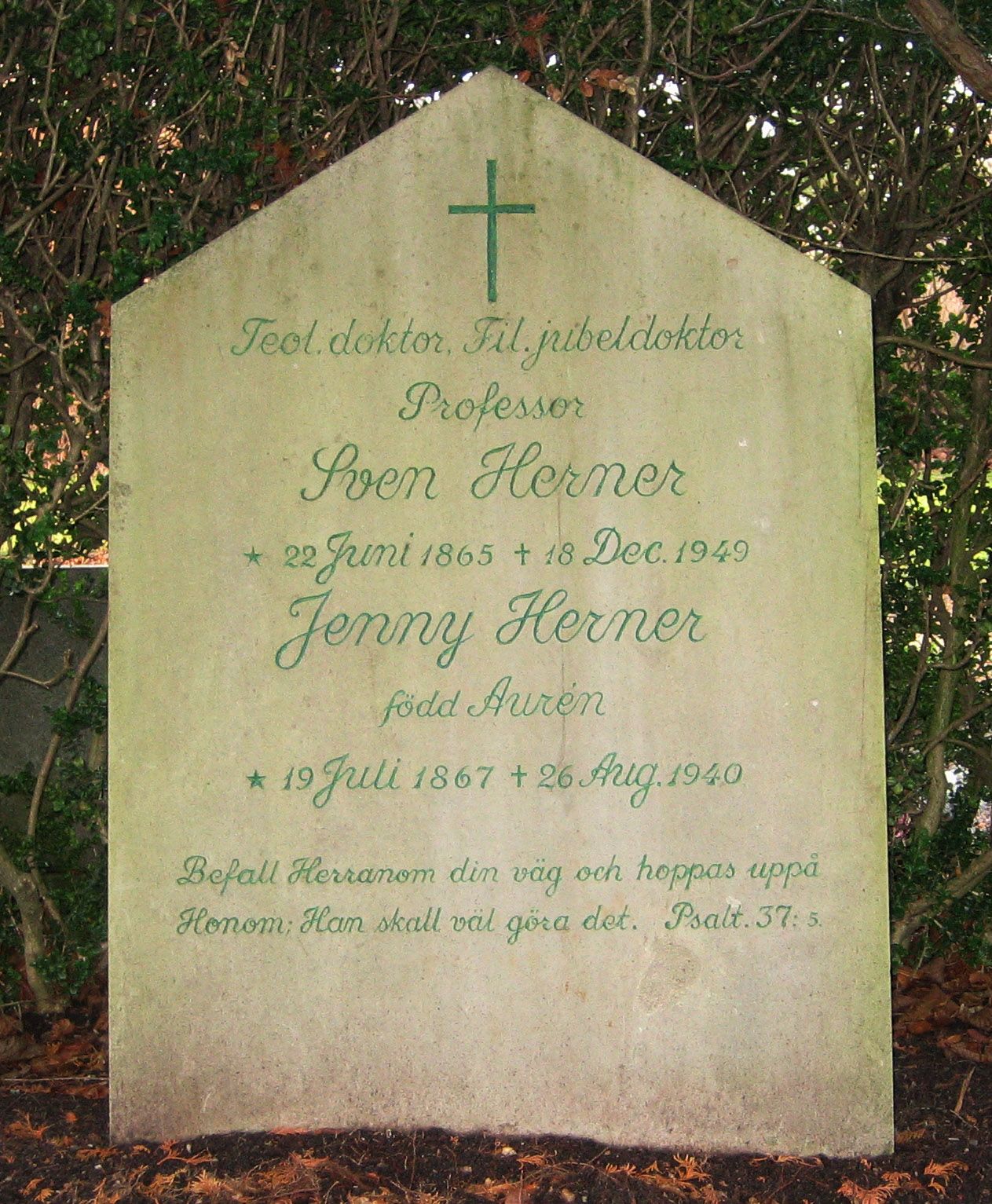
Sven Herners gravsten på Norra kyrkogården i Lund.

Sven Herner, född 22 juni 1865 i Vinslöv, död 18 december 1949 i Lund, var en svensk teolog.
Herner blev student vid Lunds universitet 1887, där han blev filosofie kandidat 1889, filosofie licentiat 1892, filosofie doktor 1893, teologie kandidat 1898, docent i exegetisk teologi 1899 samt extra ordinarie professor i samma ämne och kyrkoherde i Stångby församling 1902. Han blev teologie doktor vid Uppsala universitet 1907, ordinarie professor i nämnda ämne i Lunds universitet och kyrkoherde i Husie församling 1909 samt åter kyrkoherde i Stångby församling från 1912 till dess att professorernas avlöning genom prebendepastorat upphörde 1921. 
Herner var ledamot av kyrkomötet 1910 och censor vid studentexamina från 1914. Han utgav bland annat Den mosaiska tiden (1899–1900). Herner, som sysslade företrädesvis med gammaltestamentliga frågor, sökte här hävda en för sekelskiftet 1900 modern, men moderat kritisk uppfattning.
Herner var gift med Jenny Herner, född Aurén (1867-1940). Herner ligger begravd på Norra kyrkogården i Lund.

### Vetenskapliga skrifter
- Verbesserungen zu Mandelkerns grosser Konkordanz (1909)
- Die Opfermähle nach dem Priesterkodex (1911)
- Vegetabilisches Erstlingsopfer im Pentateuch (1918)

### Läroböcker
- Israels historia (1907, nya upplagor, mycket använd vid de allmänna läroverken)
- Biblisk läsebok (1910, tredje upplagan 1919, med titel Biblisk textbok; Biblisk historia, Israels historia och Jesu lif, 1919)
- Israel, dess land, sed, historia och Messias (1922)